# Staatliche Technische Universität Ischewsk

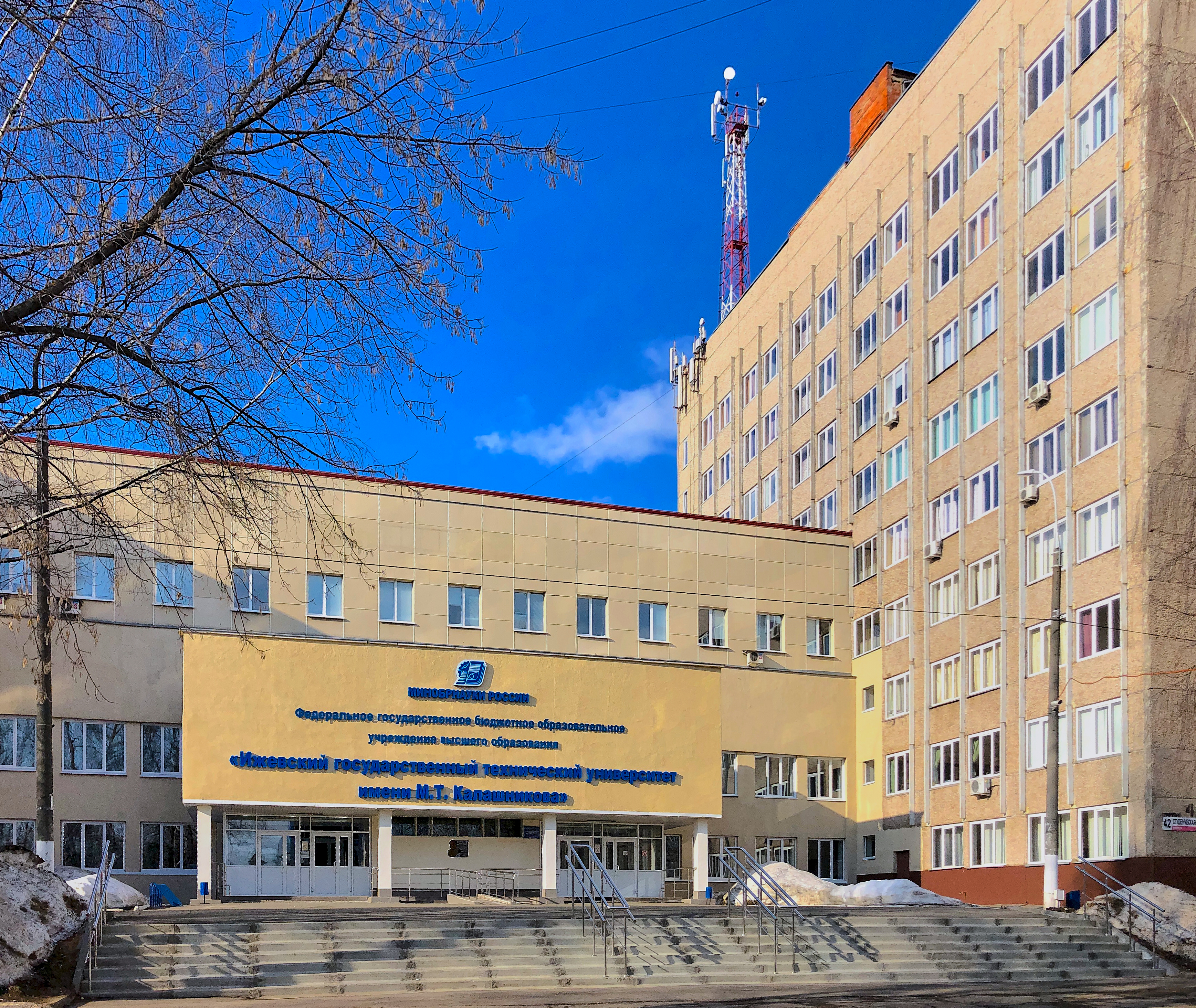
Staatliche Technische Universität Ischewsk, Hauptgebäude (2019)

Die Staatliche Technische Universität Ischewsk (russisch Ижевский государственный технический университет) ist eine Technische Hochschule in der udmurtischen Hauptstadt Ischewsk. Der Name der Hochschule wird ISTU bzw. ИжГТУ abgekürzt.

## Geschichte
Die ISTU wurde 1952 als Mechanikinstitut gegründet. Seit 1993 hat sie den Status als Technische Universität.

## Struktur
Die ISTU verfügt über folgenden Fakultäten und Instituten:
- Institut für zusätzliche Berufsausbildung
- Fakultät Informationstechnik
- Institut für internationale Bildungsprogramme
- Institut für berufliche Weiterbildung
- Institut für Bildungstechnik
- Ingenieurwissenschaftliche Fakultät
- Fakultät für Bauwesen, Architektur und Design
- Institut für Körperkultur und Sport
- Fakultät Wirtschaft und Recht
- Institut für Energie
- Fakultät für Maschinenbau
- Instrumentenbaufachschule
- Fakultät Mathematik und Naturwissenschaften
- Militärisches Ausbildungszentrum